# Carl Gottfried von Winckler

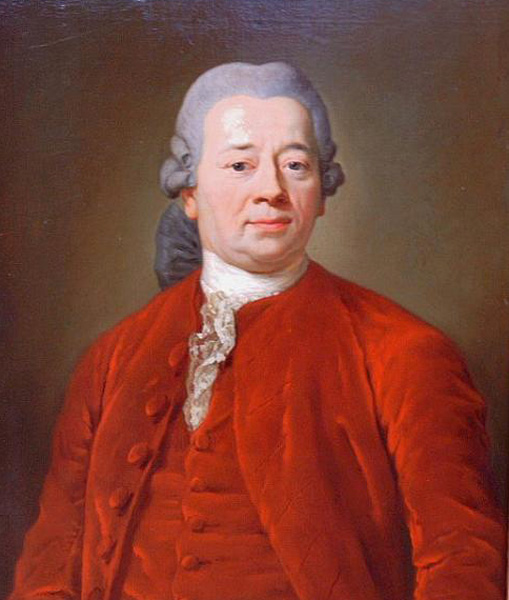
Carl Gottfried Winckler, Porträt von Anton Graff (1771)

Carl Gottfried Winckler, ab 1781 von Winkler (bisweilen auch Karl Gottlieb Winkler) (* 22. Mai 1722 in Leipzig; † 19. April 1790 ebenda) war ein kursächsischer Jurist, Professor an der Universität Leipzig und 1776 sowie 1779 Bürgermeister der Stadt Leipzig.

## Werdegang
Von Winckler besuchte die Thomasschule zu Leipzig und studierte Rechtswissenschaften an der Universität Leipzig. 1745 wurde er Doctor iuris utriusque. Er arbeitete anschließend als Rechtsanwalt in Leipzig.
1759 wurde er in den Rat der Stadt Leipzig gewählt. 1771 erfolgte die Ernennung zum Stadtrichter, 1774 die Ernennung zum Baumeister und 1760 sowie 1775 zum Scabinus. In den Jahren 1776 und 1779 war Winckler Leipziger Bürgermeister.
Neben seiner kommunalpolitischen Tätigkeit war von Winkler seit 1762 Assessor und später Ordinarius an der Juristenfakultät der Universität Leipzig. 1763 wurde er zum Kurfürstlichen Hof- und Justizrat ernannt, 1772 zum Appellationsrat. 1781 resignierte er als ordentlicher Professor der Juristenfakultät und war im Wintersemester 1783 Rektor der Alma Mater.
Ab 1776 war er auch Vorsteher der Leipziger Nikolaikirche und der Nikolaischule.
Der Adelstitel war Georg Winckler und seinen Nachkommen bereits 1650 durch Kaiser Ferdinand III. verliehen worden. Von Winckler ließ ihn am 8. April 1781 von Kaiser Joseph II. erneuern.